# Клима
Клима као метеоролошки појам је скуп метеоролошких утицаја и појава које у одређеном временском периоду чине средње стање атмосфере на неком делу Земљине површине. Клима је статистички профил времена током дужег временског периода. Она се мери проценом обрасца варијација у температури, влажности, атмосферском притиску, ветру, преципитацији, броју атмосферских честица и другим метеоролошким променљивама у датом региону током дугих временских периода. Климатски показатељ се разликује од метереолошког, по томе што се метереолошки односи на краткорочне услове тих променљивих у датом региону.
Поред метеоролошког, постоји и биолошки и географски појам климе. Биолошка клима је комплекс климатских услова који са другим чиниоцима неке одређене средине одређују постојање, развитак, размножавање и премештање живих организама. Географска клима је скуп атмосферских стања која владају на одређеној површини Земље. Регионска клима се генерише путем климатског система, који има пет компонената: атмосфера, хидросфера, криосфера, литосфера, и биосфера.
Клима дате локације зависи од латитуде, терена, и алтитуде, као и оближњих водених маса и њених струја. Климе могу бити класификоване користећи параметре као што су температура и падавине ради дефинисања специфичних климатских типова. Најчешће коришћена класификациона шема је она коју је изворно развио Владимир Кепен. Торнтвајтов систем, који је у употреби од 1948, садржи информације о евапотранспирацији заједно са температуром и преципитацијом и користе се у студирању биолошке разноврсности и начина на који климатске промене утичу на њу. Бергерон и просторни системи синоптичке класификације имају фокус на пореклу ваздушних маса које дефинишу климу региона. Клима се разматра у планетарним или у континенталним размерама - макроклима; у приземном ваздуху до 2 метра висине и на малом простору (поље, шума, трг и сл.) - микроклима, а у регионалним или локалним размерама - мезоклима. Наука која проучава процес формирања климе је климатологија.
Палеоклиматологија је студија древних клима. Пошто директне опсервације климе нису доступне за период пре 19. века, информације о палеоклимама се изводе из прокси променљивих које обухватају небиотичку евиденцију као што су седименти присутни у днима језера и узорцима леда из ледника, и биотичку евиденцију као што су годови стабала и корали. Климатски модели су математички модели прошлих, садашњих и будућих клима. Климатске промене се могу јавити током дужих и краћих временских скала услед мноштва фактора; недавно загревање се разматра у оквиру глобалног загревања. Глобално загревање доводи до редистрибуција. На пример, „промена средње годишње температуре од 3° кореспондира са померањем изотерме од приближно 300–400 km у латитуди (у умерену зону) или 500 м у елевацији. Стога, очекује се да ће дођи до ширења врста на више надморске висине и ка половима у респонсу на померање климатски зона”.

## Дефиниција
Клима (од старогрчког klima, са значењем инклинација) обично се дефинише као просечне метереолошке прилике у дужем временском периоду. Стандардни просечни период је 30 година, мада се други периоди могу користити у зависности од сврхе. Клима исто тако укључује статистике које нису просеци, као што су магнитуде варијација од дана до дана и од године до године. Дефиниција глосара Међувладиног панела о климатским променама (IPCC) 2001 је следећа:
Клима у ужем смислу обично се дефинише као „просечно време”, или ригорозније као статистички опис у смислу средње величине и варијабилности релевантних количина током периода од месеца до хиљада или милиона година. Класични период је 30 година, који је дефинисала Светска метеоролошка организација (СМО). Ове величине најчешће су површинске променљиве, као што су температура, падавине и ветар. Клима у ширем смислу је стање, укључује статистички опис климатског система.
Светска метеоролошка организација (СМО) описује климатске „нормале” као „референтне тачке које користе климатолози за поређење садашњих климатолошких трендова са онима у прошлости или онима који се сматрају 'нормалним'. Нормално се дефинише аритметички просек климатског елемента (нпр. температуре) током тридесетогодишњег периода. Период од тридесет година се користи, пошто је он довољно дуг за издвајање свих међугодишњих варијација или абнормалности, али је исто тако довољно кратак да омогући приказ дужих климатских трендова.” СМО је проистекла из Међународне метеоролошке организације коју је успоставила техничка комисија за климатологију 1929. године. На њеном састанку из 1934. у Висбадену техничка комисија је дизајнирала тридесетогодишњи период од 1901 до 1930 као референтни временски оквир за климатолошке стандардне нормале. Године 1982 СМО је одлучила да обнови климатске нормале, и тај посао је накнадно комплетиран на бази климатских података од 1. јануара 1961 до 31. децембра 1990.
Разлика између климе и времена се обично сумира популарном фразом: „клима је оно што очекујете, време је оно што добијате”. Током историјских временских периода постоји известан број скоро константних променљивих које одређују климу, укључујући латитуду, алтитуду, пропорцију копна у односу на водену површину, и близину океана и планина. Оне се мењају једино током периода од милиона година услед процеса као што је тектоника плоча. Друге климатске одреднице су у већој мери динамичке: термохалинска циркулација океана доводи до 5 °C (41 °F) загревања северног Атлантског океана у поређењу са другим океанским базенима. Друге океанске струје редистрибуирају топлоту између копна и воде на више регионалним размерама. Густина и тип вегетацијског покривача утичу на соларну топлотну апсорпцију, задржавање воде, и падавине на регионалном нивоу. Промене у количини атмосферских гасова стаклене баште одређују количину соларне енергије која се задржава на планети, доводећи до глобалног загревања и глобалног хлађења. Варијабилне величине које одређују климу су бројне и интеракције су комплексне, али постоји општа сагласност да се широке контуре могу разумети, барем у оној мери у којој се ради о детерминантама историјских климатских промена.

## Класификација клима
Постоји неколико начина класификације клима у сличне режиме. Оригинално, климе су дефинисане у старој Грчкој ради описивања времена зависно од латитуде лoкације. Модерни методи класификација клима се деле у генетске методе, чији фокус је на узроцима климе, и емпиријске методе, чији фокус је на ефектима климе. Примери генетичке класификације обухватају методе базиране на релативној фреквенцији различитих типова ваздушних маса или локација унутар синоптичких временских поремећаја. Примери емпиријских класификација обухватају климатске зоне дефинисане путем биљне отпорности, евапотранспирације, или у виду општије Кепенове класификације клима која је оригинално била дизајнирана за идентификацију клима асоцираних са појединим биомима. Заједнички недостатак ових класификационих шема је да оне производе дистинктне границе између зона које дефинишу, уместо постепене транзиције климатских својстава која је чешћа у природи.

### Бергеронска и просторно синоптичка класификација
Најједноставнија класификација је она која обухвата ваздушне масе. Бергеронска класификација је најшире прихваћена форма класификације ваздушних маса. Класификација ваздушних маса користи ознаке са 3 слова. Прво слово описује њихово својство влажности, при чему се c користи за континенталне ваздушне масе (суве), а m за поморске ваздушне масе (влажне). Друго слово описује термалне карактеристике њеног изворног региона: T за тропски, P за поларни, A за Арктик или Антарктик, M за монсунски, E за екваторијални, и S за виши ваздушни слој (сув ваздух формиран путем знатног кретања надоле у атмосфери). Треће слово се користи за означавање стабилности атмосфере. Ако је ваздушна маса хладнија од земљишта испод ње, она се означава са k. Ако је ваздушна маса топлија од земљишта испод ње, она се означава са . Мада је идентификација ваздушне масе оригинално била кориштена у прогнозирању времена током 1950-их, климатолози су почели да успостављају синоптичке климатологије на бази ове идеје 1973. године.
На Бергеронској класификационој шеми је базиран Просторни синоптички класификациони систем (енгл. Spatial Synoptic Classification system - SSC). Постоји шест категорија унутар SSC шеме: сува поларна (слична са континенталном поларном), сува умерена (слична са вишом морском), сува тропска (слична са континенталном тропском), влажна поларна (слична са морском поларном), влажна умерена (хибрид између морске поларне и морске тропске), и влажна тропска (слична морској тропској, морској монсунској, или морској екваторијалној).

### Кепен
Кепенова класификација зависи од просечних месечних вредности температуре и падавина. Најчешће коришћена форма Кепенове класификације има пет примарних типова обележених са A до E. Ови примарни типови су A) тропска, B) сува, C) блага средњих латитуда, D) хладна средњих латитуда, и E) поларна. Пет примарних класификација се могу даље поделити у секундарне класификације као што су кишна шума, монсун, тропска савана, влажна суптропска, умереноконтинентална, морска, медитеранска, пустињска, степска, субполарна, тундра, и поларна ледена капа.
Тропске шуме су карактерисане великим количинама кише, при чему су по дефиницији минималне годишње падавине у опсегу од 1.750 mm (69 in) од 2.000 mm (79 in). Средња месечна температура прелази 18 °C током свих месеци године.
Монсун је сезонски превалентни ветар који траје неколико месеци, и којим се успоставља кишна сезона у региону. Региони унутар Северне Америке, Јужне Америке, Подсахарске Африке, Аустралије и Источне Азије имају монсунске режиме.
Тропска савана је травни биом лоциран на семиаридним до семивлажних климатских региона суптропских и тропских латитуда, где се просечне температуре задржавају изнад 18 °C током целе године и падавине су између 750 mm (30 in) и 1.270 mm (50 in) годишње. Оне су широко заступљене у Африци, а присутене су и у Индији, северним деловима Јужне Америке, Малезије, и Аустралије.
Влажна суптропска климатска зона је заступљена у пределима где су зимске кишне падавине (а понекад и снежне падавине) праћене велим олујама које антипасати усмеравају са запада на исток. Већина летњих кишних падавина је јавља током олуја са грмљавином и при повременим тропским циклонима. Влажна суптропска клима се јавља на источној страни континената, у опсегу латитуда од 20° од 40° степени од екватора.
Умереноконтинентална клима је обележена променљивим временским обрасцима и великом сезонском температурним варијансама. Места са више од три месеца са просечним дневним температурама изнад 10 °C и најхладнијим месечним температурама испод −3 °C (27 °F) и која не задовољавају критеријуме за аридну или семиаридну климу, се класификују као локације са континенталном климом.
Океанска клима се типично налази дуж западних обала средњих латитуда свих светских континената, и у југоисточној Аустралији. Она је праћена изобилном преципитацијом током целе године.
Медитеранска клима је режим који подсећа на климу у Медитеранском базену, деловима западне Северне Америке, делова Западне и Јужне Аустралије, у југозападној Јужној Африци и у деловима централног Чилеа. Ова клима је карактерисана топлим, сувим летима и хладним, влажним зимама.
Степска клима је заступљена на сувим пашњацима са годишњим температурним опсегом током лета и до 40 °C, а током зиме са минималним температурама и до −40 °C (−40 °F).
Субполарна клима има мало преципитације, и месечне температуре које су изнад 10 °C за један до три месеца годишње, са пермафростом у великим деловима области услед хладних ветрова. Зиме унутар области са субарктичком климом обично обухватају до шест месеци са просечним температурама испод 0 °C.
Тундра се јавља на далекој северној хемисфери, северно од појаса тајги, чиме су обухваћене велике области у северној Русији и Канади.
Поларна ледена капа, или поларни ледени слој, је регион на високим-латитудама планете или месеца који је прекривен ледом. Ледене капе се формирају зато што региони на високим-латитудама примају знатно мање енергије у виду соларне радијације од Сунца него екваторијални региони, што резултира у нижим површинским температура.
Пустиња је форма предела или региона који прима веома мало преципитације. Пустиње обично имају велике дневне и сезонске температурне опсеге. У зависности од локације летње дневне температуре могу да пређу 45 °C (113 °F), док ниске зимске ноћне температуре иду испод 0 °C (32 °F) услед екстремно ниске влажности. Многе пустиње су формиране услед кишних сенки, пошто планине блокирају пут влази и преципитацији до пустиње.